# 1656 Suomi
Az 1656 Suomi (ideiglenes jelöléssel 1942 EC) egy marsközeli kisbolygó. Yrjö Väisälä fedezte fel 1942. március 11-én.